# Alfred de Claparède
Alfred de Claparède (Genève, 10 februari 1842 - Berlijn, 27 september 1922) was een Zwitsers diplomaat.

## Biografie
Alfred de Claparède studeerde rechten in zijn geboortestad Genève, waar hij in 1866 een doctoraat behaalde. Vanaf 1869 bouwde hij een carrière uit in de diplomatie. Zo was hij van 1869 tot 1888 verbonden aan de Zwitserse ambassade in Berlijn en werd hij in 1883 zaakgelastigde in Wenen. Nadien was hij de Zwitserse ambassadeur in de Verenigde Staten (Washington D.C.; 1888-1893), het Keizerrijk Oostenrijk (Wenen; 1893) en het Duitse Keizerrijk (Berlijn; 1904-1917). Vanaf 1915 was hij eveneens geaccrediteerd in Stockholm.
In zijn diplomatieke loopbaan kreeg de Claparède meermaals te maken met delicate onderhandelingen, in het bijzonder in Berlijn na de Frans-Duitse Oorlog van 1870, een conflict tussen Zwitserlands grootste buurlanden, namelijk het Tweede Franse Keizerrijk en het Duitse Keizerrijk. Hij bemiddelde ook tussen de Verenigde Staten en Chili ten tijde van zijn missie in Washington D.C. en zou later als ambassadeur in Berlijn ook deelnemen aan economische onderhandelingen. Daar de Claparède de eerste Zwitserse diplomaat is die geen parlementaire carrière uitbouwde in eigen land, wordt hij beschouwd als de eerste professionele Zwitserse diplomaat.
Alfred de Claparède huwde in 1866 met de Pruisische Catherine-Caroline Crola. Hij zou in 1922 sterven in Berlijn, in het thuisland van zijn echtgenote.
- Gemeinsame Normdatei: 11768869X
- Historisch woordenboek van Zwitserland: 014837
- International Standard Name Identifier: 0000 0003 5434 0652
- Nederlandse Thesaurus van Auteursnamen: 089234049
- Système universitaire de documentation: 265749352
- Virtual International Authority File: 95172547
- WorldCat: E39PBJhxjdGP7QcYQCJWDrdmh3